# Station Southend Central
Southend Central is een spoorwegstation van National Rail in Southend-on-Sea in Engeland. Het station is eigendom van Network Rail en wordt beheerd door c2c. Het station is geopend in 1856.